# مدار ۳۶ درجه جنوبی

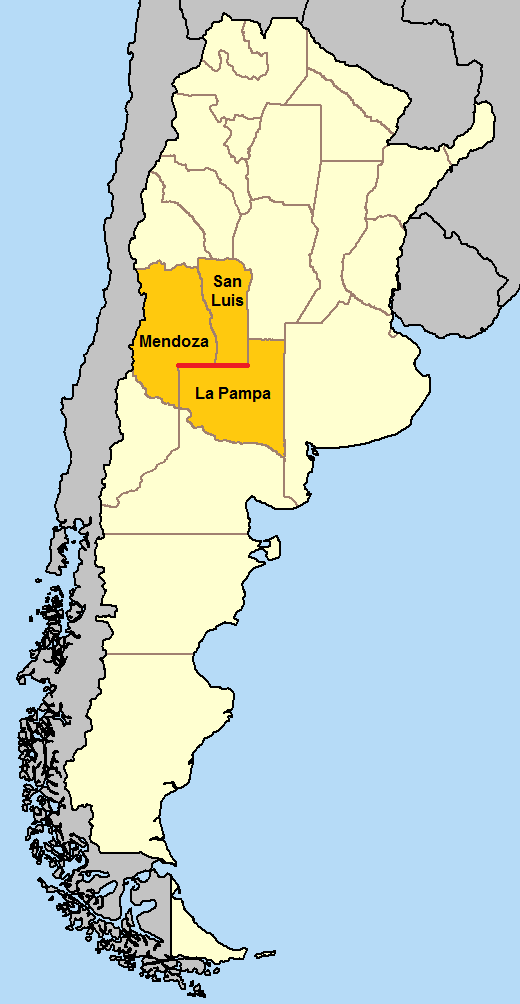
مرز بین ۳ استان آرژانتین توسط مدار ۳۶ درجه جنوبی (خط قرمز) تعیین می‌شود

مدار ۳۶ درجه جنوبی، دایره‌ای از عرض جغرافیایی است که در ۳۶ درجهٔ جنوبی خط استوا  قرار دارد.

## گذر از مناطق
از نصف‌النهار مبدأ شروع می‌شود و به سمت مشرق ۳۶ درجه جنوبی از موارد زیر گذر می‌کند:
| مختصات‌ها                                             | کشور، قلمرو یا دریا | توضیحات |
| ---------------------------------------------------- | ------------------- | --- |
| ۳۶°۰′ جنوبی ۰°۰′ شرقی / ۳۶٫۰۰۰°جنوبی ۰٫۰۰۰°شرقی      | اقیانوس اطلس        | |
| ۳۶°۰′ جنوبی ۲۰°۰′ شرقی / ۳۶٫۰۰۰°جنوبی ۲۰٫۰۰۰°شرقی    | اقیانوس هند         | |
| ۳۶°۰′ جنوبی ۱۳۶°۴۱′ شرقی / ۳۶٫۰۰۰°جنوبی ۱۳۶٫۶۸۳°شرقی | استرالیا            | استرالیای جنوبی - Kangaroo Island                                                                                           |
| ۳۶°۰′ جنوبی ۱۳۷°۳۶′ شرقی / ۳۶٫۰۰۰°جنوبی ۱۳۷٫۶۰۰°شرقی | اقیانوس هند         | D'Estrees Bay, Backstairs Passage و Encounter Bay                                                                           |
| ۳۶°۰′ جنوبی ۱۳۹°۲۸′ شرقی / ۳۶٫۰۰۰°جنوبی ۱۳۹٫۴۶۷°شرقی | استرالیا            | استرالیای جنوبی ویکتوریا (استرالیا) نیو ساوت ولز Victoria New South Wales Victoria New South Wales Victoria New South Wales |
| ۳۶°۰′ جنوبی ۱۵۰°۹′ شرقی / ۳۶٫۰۰۰°جنوبی ۱۵۰٫۱۵۰°شرقی  | اقیانوس آرام        | دریای تاسمان |
| ۳۶°۰′ جنوبی ۱۷۳°۴۷′ شرقی / ۳۶٫۰۰۰°جنوبی ۱۷۳٫۷۸۳°شرقی | نیوزیلند            | جزیره شمالی |
| ۳۶°۰′ جنوبی ۱۷۴°۲۹′ شرقی / ۳۶٫۰۰۰°جنوبی ۱۷۴٫۴۸۳°شرقی | اقیانوس آرام        | گذرکردن از جنوب Hen and Chicken Islands, نیوزیلند · گذرکردن از شمال جزیره گریت بارئیر, نیوزیلند                             |
| ۳۶°۰′ جنوبی ۷۲°۴۷′ غربی / ۳۶٫۰۰۰°جنوبی ۷۲٫۷۸۳°غربی   | شیلی                | |
| ۳۶°۰′ جنوبی ۷۰°۲۴′ غربی / ۳۶٫۰۰۰°جنوبی ۷۰٫۴۰۰°غربی   | آرژانتین            | The parallel defines part of the border between ایالت مندوزا و ایالت لاپامپا                                                |
| ۳۶°۰′ جنوبی ۵۷°۲۱′ غربی / ۳۶٫۰۰۰°جنوبی ۵۷٫۳۵۰°غربی   | اقیانوس اطلس        | |